# Betanzos (járás)
Betanzos egy comarca (járás) Spanyolország Galicia autonóm közösségében, A Coruña tartományban. Székhelye . Népessége 2005-ös adatok szerint 39 238 fő volt.

## Települések
A székhely neve félkövérrel szerepel.
- Aranga
- Betanzos
- Coirós
- Curtis
- Irixoa
- Miño
- Oza-Cesuras
- Paderne
- Vilarmaior
- Vilasantar